# Udupi
Udupi ou Udipi (en toulou et en kannada : ಉಡುಪಿ, en konkani : उड्पी), également connu sous le nom de Odipu (en toulou : ಒಡಿಪು), est une ville du sud-ouest de l'Inde située dans l'État du Karnataka, à 58 km au nord de Mangalore. Chef-lieu du district d'Udupi, elle est surtout connue pour sa cuisine et son temple de Krishna, l'Udupi Sri Krishna Matha (en), un important centre de pèlerinage fondé au XIIIe siècle par le philosophe et théologien Madhva.
Madhva en a également fait le centre d'étude scholastique de sa théologie, par la fondation des huit monastères d'Udupi (les Ashta Mathas). Institutions qui ont également en charge la gestion du temple-monastère principal (le Sri Krishna Matha).  